# Groot-Brittannië op de Olympische Zomerspelen 1948

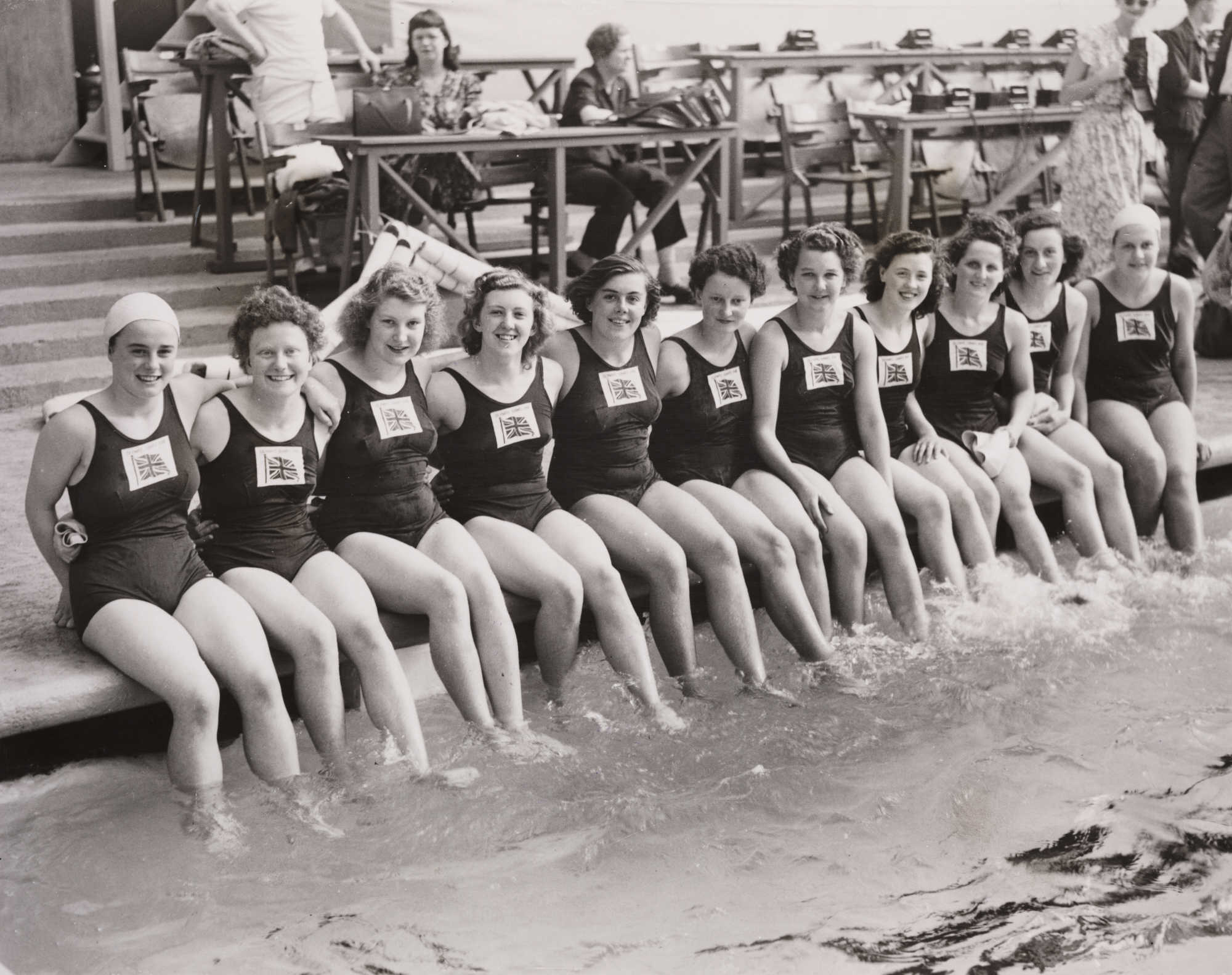
Britse vrouwelijke zwemteam

Groot-Brittannië was de gastheer voor de Olympische Zomerspelen 1948 in Londen. Het totale aantal medailles was ruim meer dan in de jaren daarvoor, maar het aantal behaalde gouden medailles waren aan de magere kant.

## Medailleoverzicht
| Sport         | Olympiër | Discipline               | Medaille |
| ------------- | --- | ------------------------ | -------- |
| Roeien        | Richard Burnell Bert Bushnell | dubbel-twee (m)          | Goud     |
| Roeien        | Ran Laurie Jack Wilson | twee-zonder (m)          | Goud     |
| Zeilen        | David Bond Stewart Morris | stormvogel klasse        | Goud     |
| Atletiek      | Alastair McCorquodale John Schutter John Gregory Kenneth Jones | 4x100m (m)               | Zilver   |
| Atletiek      | Thomas Richards | marathon (m)             | Zilver   |
| Atletiek      | Dorothy Manley | 100m (v)                 | Zilver   |
| Atletiek      | Audrey Williamson | 200m (v)                 | Zilver   |
| Atletiek      | Maureen Gardner | 80m horden (v)           | Zilver   |
| Atletiek      | Dorothy Odam-Tyler | hoogspringen (v)         | Zilver   |
| Boksen        | John Wright | -73kg (m)                | Zilver   |
| Boksen        | Donald Scott | -80kg (m)                | Zilver   |
| Gewichtheffen | Julian Creus | -75kg (m)                | Zilver   |
| Hockey        | George Sime Michael Walford William White William Lindsay John Peake Frank Reynolds Ronald Davies William Griffiths Robin Lindsay Robert Adlard Norman Borrett David Brodie | mannen                   | Zilver   |
| Roeien        | Guy Richardson Paul Massey Alfred Mellows David Meyrick Jack Dearlove Maurice Lapage Charles Lloyd Chris Barton Ernest Bircher                                              | acht (m)                 | Zilver   |
| Wielersport   | Reginald Harris | sprint (m)               | Zilver   |
| Wielersport   | Alan Bannister Reginald Harris | tandem (m)               | Zilver   |
| Wielersport   | Robert John Maitland Ian Scott Gordon Thomas | wegwedstrijd team (m)    | Zilver   |
| Atletiek      | Tebbs Lloyd-Johnson | 50km snelwandelen (m)    | Brons    |
| Gewichtheffen | James Halliday | -67,5kg (m)              | Brons    |
| Paardensport  | Arthur Carr Harry Llewellyn Henry Nicoll | springconcours team      | Brons    |
| Wielersport   | Thomas Godwin | tijdrit (m)              | Brons    |
| Wielersport   | David Ricketts Wilfred Waters Robert Geldard Thomas Godwin | ploegenachtervolging (m) | Brons    |
| Zwemmen       | Catherine Gibson | 400m vrije slag (v)      | Brons    |

## Deelnemers en resultaten

### Atletiek
| Olympiër                                                     | Discipline               | Resultaat    | Prestatie                                                                                |
| ------------------------------------------------------------ | ------------------------ | ------------ | ---------------------------------------------------------------------------------------- |
| McDonald Bailey                                              | 100m (m)                 | 4e           | serie 6: 1ste in 10,5 kwartfinale 2: 2de in 10,6 halve finale 2: 3de in 10,6 finale: 4de |
| Ken Jones                                                    | 100m (m)                 | halve finale | serie 4: 2de in 10,6 kwartfinale 1: 3de in 10,7 halve finale 2: 6de                      |
| Alastair McCorquodale                                        | 100m (m)                 | 6e           | serie 1: 2de in 10,5 kwartfinale 3: 2de in 10,5 halve finale 1: 3de in 10,7 finale: 6de  |
| John Fairgrieve                                              | 200m (m)                 | kwartfinale  | serie 7: 2de in 22,2 kwartfinale 3: 4de                                                  |
| Alastair McCorquodale                                        | 200m (m)                 | halve finale | serie 10: 1ste in 22,8 kwartfinale 4: 2de in 21,8 halve finale 2: 5de                    |
| Paul Vallé                                                   | 200m (m)                 | halve finale | serie 2: 1ste in 22,3 kwartfinale 1: 3de in 22,1 halve finale 1: 6de                     |
| Leslie Lewis                                                 | 400m (m)                 | 17e          | serie 7: 1ste in 48,9 kwartfinale 1: 4de in 49,2                                         |
| Derek Pugh                                                   | 400m (m)                 | 15e          | serie 11: 2de in 49,3 kwartfinale 4: 5de in 48,8                                         |
| Bill Roberts                                                 | 400m (m)                 | 14e          | serie 8: 2de in 48,9 kwartfinale 2: 4de in 48,6                                          |
| John Parlett                                                 | 800m (m)                 | 8e           | serie 1: 2de in 1.55,0 halve finale 1: 3de in 1.50,9 finale: 8ste in 1.53,4              |
| Harry Tarraway                                               | 800m (m)                 | DNF          | serie 5: 4de in 1.56,6 halve finale 2: niet gefinisht                                    |
| Tom White                                                    | 800m (m)                 | 12e          | serie 2: 3de in 1.56,6 halve finale 3: 5de in 1.53,0                                     |
| Richard Morris                                               | 1500m (m)                | 18e          | serie 4: 6de in 3.55,8                                                                   |
| Bill Nankeville                                              | 1500m (m)                | 6e           | serie 3: 2de in 3.55,8 finale: 6de in 3.52,6                                             |
| Doug Wilson                                                  | 1500m (m)                | 16e          | serie 2: 5de in 3.54,8                                                                   |
| Jack Braughton                                               | 5000m (m)                | series       | serie 1: 8ste                                                                            |
| Bill Lucas                                                   | 5000m (m)                | series       | serie 2: 7de                                                                             |
| Alec Olney                                                   | 5000m (m)                | series       | serie 3: 7de                                                                             |
| Stan Cox                                                     | 10000m (m)               | 7e           | 31.08,0                                                                                  |
| Steve McCooke                                                | 10000m (m)               | onbekend     |                                                                                          |
| Jim Peters                                                   | 10000m (m)               | 8e           | 31.16,0                                                                                  |
| Ray Barkway                                                  | 110m horden (m)          | series       | serie 1: 4de in 15,3                                                                     |
| Joe Birrell                                                  | 110m horden (m)          | series       | serie 3: 4de                                                                             |
| Don Finlay                                                   | 110m horden (m)          | DNF          | serie 5: niet gefinisht                                                                  |
| Michael Pope                                                 | 400m horden (m)          | 20e          | serie 3: 4de in 55,3                                                                     |
| Ron Unsworth                                                 | 400m horden (m)          | 19e          | serie 4: 3de in 55,1                                                                     |
| Harry Whittle                                                | 400m horden (m)          | 9e           | serie 2: 1ste in 56,1 halve finale 2: 4de in 53,4                                        |
| Peter Curry                                                  | 3000m steeplechase (m)   | series       | serie 1: 7de                                                                             |
| Rene Howell                                                  | 3000m steeplechase (m)   | series       | serie 3: 7de                                                                             |
| Geoffrey Tudor                                               | 3000m steeplechase (m)   | series       | serie 2: 9de                                                                             |
| Jack Archer Jack Gregory Ken Jones Alastair McCorquodale     | 4x100m (m)               | Zilver       | serie 2: 1ste in 41,4 finale: 2de in 41,3                                                |
| Leslie Lewis Martin Pike Derek Pugh Bill Roberts             | 4x400m (m)               | 7e           | serie 1: 3de in 3.14,2                                                                   |
| Jack Holden                                                  | marathon (m)             | DNF          | niet gefinisht                                                                           |
| Stan Jones                                                   | marathon (m)             | 30e          | 3:09.16,0                                                                                |
| Thomas Richards                                              | marathon (m)             | Zilver       | 2:35.07,6                                                                                |
| Harry Churcher                                               | 10km snelwandelen (m)    | 5e           | serie 2: 1ste in 45.03,0 finale: 5de in 47.28,0                                          |
| Charles Morris                                               | 10km snelwandelen (m)    | 4e           | serie 1: 2de in 45.10,4 finale: 4de in 46.04,0                                           |
| Ronald West                                                  | 10km snelwandelen (m)    | 7e           | serie 2: 3de in 45.44,4 finale: 7de                                                      |
| Tebbs Lloyd Johnson                                          | 50km snelwandelen (m)    | Brons        | 4:48.31                                                                                  |
| Herbert Martineau                                            | 50km snelwandelen (m)    | 5e           | 4:53.58                                                                                  |
| Rex Whitlock                                                 | 50km snelwandelen (m)    | DNF          | niet gefinisht                                                                           |
| Adegboyega Folaranmi Adedoyin                                | verspringen (m)          | 5e           | kwalificatie groep A: 5de met 7,13m finale: 5de met 7,27m                                |
| Harry Askew                                                  | verspringen (m)          | 9e           | kwalificatie groep A: 4de met 7,14m finale: 9de met 6,935m                               |
| Harry Whittle                                                | verspringen (m)          | 7e           | kwalificatie groep B: 4de met 7,03m finale: 7de met 7,03m                                |
| Sidney Cross                                                 | hink-stap-springen (m)   | 25e          | kwalificatie groep: 25ste met 13,455m                                                    |
| Robert Hawkey                                                | hink-stap-springen (m)   | onbekend     | kwalificatie: onbekend                                                                   |
| Allan Lindsay                                                | hink-stap-springen (m)   | 24e          | kwalificatie: 24ste met 13,70m                                                           |
| Adegboyega Folaranmi Adedoyin                                | hoogspringen (m)         | 12e          | kwalificatie: 1ste met 1,87m finale: 12de met 1,90m                                      |
| Alan Paterson                                                | hoogspringen (m)         | 7e           | kwalificatie: 1ste met 1,87m finale: 7de met 1,90m                                       |
| Ron Pavitt                                                   | hoogspringen (m)         | 27e          | kwalificatie: 27ste met 1,80m                                                            |
| Richard Webster                                              | polsstokhoogspringen (m) | 17e          | kwalificatie: 17de met 13,60m                                                            |
| John Giles                                                   | kogelstoten (m)          | 11e          | kwalificatie: 5de met 14,795m finale: 11de met 13,73m                                    |
| Harold Moody                                                 | kogelstoten (m)          | 18e          | kwalificatie: 18de met 13,40m                                                            |
| Jack Brewer                                                  | discuswerpen (m)         | 21e          | kwalificatie: 21ste met 41,95m                                                           |
| James Nesbitt                                                | discuswerpen (m)         | 19e          | kwalificatie: 19de met 42,09m                                                            |
| Laurence Reavell-Carter                                      | discuswerpen (m)         | 25e          | kwalificatie: 25ste met 38,04m                                                           |
| Morville Chote                                               | speerwerpen (m)          | 19e          | kwalificatie: 19de met 54,84m                                                            |
| Malcolm Dalrymple                                            | speerwerpen (m)          | 21e          | kwalificatie: 21ste met 53,17m                                                           |
| Duncan Clark                                                 | kogelslingeren (m)       | 11e          | kwalificatie: 11de met 49,76m finale: 11de met 48,35m                                    |
| Ewan Douglas                                                 | kogelslingeren (m)       | 16e          | kwalificatie: 16de met 47,77m                                                            |
| Norman Drake                                                 | kogelslingeren (m)       | 17e          | kwalificatie: 17de met 47,75m                                                            |
|                                                              |                          |              |                                                                                          |
| Doris Batter                                                 | 100m (v)                 | halve finale | serie 5: 1ste in 12,6 halve finale 1: 4de                                                |
| Winifred Jordan                                              | 100m (v)                 | halve finale | serie 3: 2de in 12,7 halve finale 3: 5de                                                 |
| Dorothy Manley                                               | 100m (v)                 | Zilver       | serie 6: 1ste in 12,1 halve finale 2: 1ste in 12,4 finale: 2de in 12,2                   |
| Sylvia Cheeseman                                             | 200m (v)                 | 7e           | serie 2: 2de in 25,7 halve finale 2: 4de in 25,1                                         |
| Margaret Walker                                              | 200m (v)                 | 5e           | serie 5: 2de in 25,8 halve finale 1: 3de in 25,3 finale: 5de in 25,6                     |
| Audrey Williamson                                            | 200m (v)                 | Zilver       | serie 7: 1ste in 25,4 halve finale 2: 2de in 24,9 finale: 2de in 25,1                    |
| Bertha Crowther                                              | 80m horden (v)           | series       | serie 3: 5de                                                                             |
| Maureen Gardner                                              | 80m horden (v)           | Zilver       | serie 2: 1ste in 11,6 halve finale 2: 3de in 11,8 finale: 2de in 11,2                    |
| Joan Upton                                                   | 80m horden (v)           | halve finale | serie 1: 2de in 11,8 halve finale 1: 4de                                                 |
| Maureen Gardner Dorothy Manley Muriel Pletts Margaret Walker | 4x100m (v)               | 4e           | serie 2: 1ste in 48,4 finale: 4de in 48,0                                                |
| Margaret Erskine                                             | verspringen (v)          | 19e          | kwalificatie: 19de met 5,14m                                                             |
| Lorna Lee                                                    | verspringen (v)          | 20e          | kwalificatie: 20ste met 5,12m                                                            |
| Joan Shepherd                                                | verspringen (v)          | 23e          | kwalificatie: 23ste met 5,005m                                                           |
| Bertha Crowther                                              | hoogspringen (v)         | 6e           | 1,58m                                                                                    |
| Dora Gardner                                                 | hoogspringen (v)         | 8e           | 1,55m                                                                                    |
| Dorothy Tyler                                                | hoogspringen (v)         | Zilver       | 1,68m                                                                                    |
| Margaret Birtwistle                                          | kogelstoten (v)          | 19e          | kwalificatie: 19de met 9,74m                                                             |
| Bevis Reid                                                   | kogelstoten (v)          | 8e           | kwalificatie: 3de met 12,57m finale: 8ste met 12,17m                                     |
| Elspeth Whyte                                                | kogelstoten (v)          | 23e          | kwalificatie: 17de met 10,755m                                                           |
| Margaret Birtwistle                                          | discuswerpen (v)         | 19e          | 33,02m                                                                                   |
| Bevis Reid                                                   | discuswerpen (v)         | 14e          | 35,84m                                                                                   |
| Elspeth Whyte                                                | discuswerpen (v)         | 20e          | 32,46m                                                                                   |
| Gladys Clarke                                                | speerwerpen (v)          | 15e          | 29,59m                                                                                   |
| Kay Long                                                     | speerwerpen (v)          | 14e          | 30,29m                                                                                   |

### Basketbal
| Olympiër | Discipline | Resultaat | Prestatie |
| --- | ---------- | --------- | --- |
| Frank Cole Trevor Davies Alex Eke Malcolm Finlay Colin Hunt Douglas Legg Ronald Legg Stanley McMeekan Sydney McMeekan Bob Norris Lionel Price Harry Weston Stanley Weston | mannen     | 20e       | groep A: 6de V van Uruguay: 17-69 V van Canada: 24-44 V van Brazilië: 11-76 V van Italië: 28-49 V van Hongarije: 23-60 17-23ste plek: W van Ierland: 46-21 17-20ste plek: V van China: 25-54 19-20ste plek: V van Egypte: 18-50 |

| Groep A |                  |             |             |             |            |            |            |        |
| №       | Land             | Wedstrijden | Wedstrijden | Wedstrijden | Doelpunten | Doelpunten | Doelpunten | Punten |
| №       | Land             | G           | W           | V           | V          | T          | Saldo      | Punten |
| 1       | Brazilië         | 5           | 5           | 0           | 261        | 150        | +111       | 10     |
| 2       | Uruguay          | 5           | 3           | 2           | 246        | 170        | +76        | 8      |
| 3       | Hongarije        | 5           | 3           | 2           | 201        | 172        | +29        | 8      |
| 4       | Canada           | 5           | 3           | 2           | 222        | 205        | +17        | 8      |
| 5       | Italië           | 5           | 1           | 4           | 170        | 208        | -38        | 6      |
| 6       | Groot-Brittannië | 5           | 0           | 5           | 103        | 298        | –195       | 5      |

| Ronde         | Plaats           | Land  | Score            | Land |
| ------------- | ---------------- | ----- | ---------------- | ---- |
| Groepsfase    |                  |       |                  |      |
| Londen        | Uruguay          | 69-17 | Groot-Brittannië |      |
| Londen        | Canada           | 44-24 | Groot-Brittannië |      |
| Londen        | Brazilië         | 76-11 | Groot-Brittannië |      |
| Londen        | Italië           | 49-28 | Groot-Brittannië |      |
| Londen        | Hongarije        | 60-23 | Groot-Brittannië |      |
| 17-23ste plek |                  |       |                  |      |
| Londen        | Groot-Brittannië | 46-21 | Ierland          |      |
| 17-20ste plek |                  |       |                  |      |
| Londen        | Republiek China  | 54-25 | Groot-Brittannië |      |
| 19-20ste plek |                  |       |                  |      |
| Londen        | Groot-Brittannië | 18-50 | Egypte           |      |

### Boksen
| Olympiër        | Discipline | Resultaat | Prestatie |
| --------------- | ---------- | --------- | --- |
| Henry Carpenter | -51kg (m)  | 9e        | 1ste ronde: vrij 2de ronde: V van BEL Bollaert: punten |
| Tommy Proffitt  | -54kg (m)  | 17e       | 1ste ronde: V van MEX Ojeda: punten |
| Peter Brander   | -58kg (m)  | 17e       | 1ste ronde: V van FRA Ammi: punten |
| Ron Cooper      | -62kg (m)  | 9e        | 1ste ronde: W van IND Raymond: punten 2de ronde: V van IRL McCullagh: punten |
| Max Shacklady   | -67kg (m)  | 9e        | 1ste ronde: W van DEN Kristensen: knock-out 2de ronde: V van ESP Diaz: punten |
| Johnny Wright   | -73kg (m)  | Zilver    | 1ste ronde: W van SUI Schneider: punten 2de ronde: W van ARG Garcia: scheidsrechterlijke beslissing kwartfinale: W van NED Schubart: punten halve finale: W van IRL McKeon: punten finale: V van HUN Papp: punten |
| Don Scott       | -80kg (m)  | Zilver    | 1ste ronde: vrij 2de ronde: W van HUN Kapocsi: scheidsrechterlijke beslissing kwartfinale: W van ITA Di Segni: punten halve finale: W van AUS Holmes: punten finale: V van RSA Hunter: punten                     |
| Jack Gardner    | +80kg (m)  | 5e        | 1ste ronde: vrij 2de ronde: W van AUT Ameisbichler: knock-out kwartfinale: V van SUI Müller: punten |

### Gewichtheffen
| Olympiër       | Discipline  | Resultaat | Prestatie                                                                                   |
| -------------- | ----------- | --------- | ------------------------------------------------------------------------------------------- |
| Julian Creus   | -56kg (m)   | 9e        | drukken: 5de met 82,5kg trekken: 1ste met 95,0kg (OR) stoten: 2de met 120kg totaal: 297,5kg |
| Abe Greenhalgh | -56kg (m)   | 13e       | drukken: 2de met 92,5kg trekken: 17de met 75kg stoten: 15de met 100kg totaal: 267,5kg       |
| Denis Hallett  | -60kg (m)   | 14e       | drukken: 8ste met 87,5kg trekken: 15de met 87,5kg stoten: 10de met 117,5kg totaal: 292,5kg  |
| Sidney Kemble  | -60kg (m)   | 20e       | drukken: 8ste met 87,5kg trekken: 20ste met 80kg stoten: 20ste met 105kg totaal: 272,5kg    |
| Ron Eland      | -67,5kg (m) | 13e       | drukken: 7de met 95kg trekken: 12de met 95kg stoten: 3de met 140kg totaal: 310kg            |
| James Halliday | -67,5kg (m) | Brons     | drukken: 12de met 90kg trekken: 2de met 110kg stoten: 14de met 120kg totaal: 340kg          |
| Ernie Peppiatt | -75kg (m)   | 15e       | drukken: 11de met 100kg trekken: 12de met 102,5kg stoten: 14de met 125kg totaal: 327,5kg    |
| William Watson | -75kg (m)   | 8e        | drukken: 11de met 100kg trekken: 5de met 110kg stoten: 6de met 140kg totaal: 350kg          |
| Ernie Roe      | -82,5kg (m) | 9e        | drukken: 3de met 110kg trekken: 14de met 105kg stoten: 7de met 140kg totaal: 355kg          |
| Alfred Knight  | +82,5kg (m) | 4e        | drukken: 6de met 117,5kg trekken: 4de met 117,5kg stoten: 4de met 155kg totaal: 390kg       |

### Hockey
| Olympiër | Discipline | Resultaat | Prestatie |
| --- | ---------- | --------- | --- |
| George Sime Michael Walford William White William Lindsay John Peake Frank Reynolds Ronald Davies William Griffiths Robin Lindsay Robert Adlard Norman Borrett David Brodie | mannen     | Zilver    | groep B: 1ste G van Zwitserland: 0-0 W van Verenigde Staten: 11-0 W van Afghanistan: 8-0 halve finale: W van Pakistan: 2-0 finale: V van India: 0-4 |

| Groep B |                  |             |             |             |             |            |            |            |        |
| #       | Land             | Wedstrijden | Wedstrijden | Wedstrijden | Wedstrijden | Doelpunten | Doelpunten | Doelpunten | Punten |
| #       | Land             | G           | W           | G           | V           | V          | T          | Saldo      | Punten |
| 1       | Groot-Brittannië | 3           | 2           | 1           | 0           | 19         | 0          | +19        | 6      |
| 2       | Zwitserland      | 3           | 1           | 2           | 0           | 4          | 2          | +2         | 4      |
| 3       | Afghanistan      | 3           | 1           | 1           | 1           | 3          | 9          | -6         | 3      |
| 4       | Verenigde Staten | 3           | 0           | 0           | 3           | 1          | 16         | -15        | 0      |

| Ronde        | Plaats           | Land | Score            | Land |
| ------------ | ---------------- | ---- | ---------------- | ---- |
| Groepsfase   |                  |      |                  |      |
| Londen       | Groot-Brittannië | 0-0  | Zwitserland      |      |
| Londen       | Groot-Brittannië | 11-0 | Verenigde Staten |      |
| Londen       | Groot-Brittannië | 8-0  | Afghanistan      |      |
| Halve finale |                  |      |                  |      |
| Londen       | Groot-Brittannië | 2-0  | Pakistan         |      |
| Finale       |                  |      |                  |      |
| Londen       | India            | 4-0  | Groot-Brittannië |      |

### Kanovaren
| Olympiër                        | Discipline    | Resultaat | Prestatie               |
| ------------------------------- | ------------- | --------- | ----------------------- |
| Harold Maidment                 | C-1 1000m (m) | 6e        | 6.37,0                  |
| Mike Symons Hugh Van Zwanenberg | C-2 1000m (m) | 7e        | 5.50,9                  |
| Norman Dobson                   | K-1 1000m (m) | 12e       | serie 2: 8ste in 5.00,1 |
| Jack Henderson John Simmons     | K-2 1000m (m) | series    | serie 1: 7de in 4.45,0  |
|                                 |               |           |                         |
| Joyce Richards                  | K-1 500m (v)  | 10e       | serie 1: 5de in 3.00,1  |

### Moderne vijfkamp
| Olympiër        | Discipline | Resultaat | Prestatie  |
| --------------- | ---------- | --------- | ---------- |
| Geoffrey Brooke | mannen     | 37e       | 146 punten |
| Michael Lumsden | mannen     | 34e       | 132 punten |
| Andy Martin     | mannen     | 20e       | 108 punten |

### Paardensport
| Olympiër                                    | Discipline  | Resultaat | Prestatie          |
| Eventing                                    | Eventing    | Eventing  | Eventing           |
| ------------------------------------------- | ----------- | --------- | ------------------ |
| Lyndon Bolton                               | individueel | 27e       | 182,00 strafpunten |
| Peter Borwick                               | individueel | 17e       | 80,25 strafpunten  |
| Douglas Stewart                             | individueel | DNF       | niet gefinisht     |
| Lyndon Bolton Peter Borwick Douglas Stewart | team        | 8e        | 392,00 strafpunten |
| Springconcours                              |             |           |                    |
| Arthur Carr                                 | individueel | 19e       | 35,00 strafpunten  |
| Harry Llewellyn                             | individueel | 7e        | 16,00 strafpunten  |
| Max Fresson                                 | individueel | 7e        | 16,00 strafpunten  |
| Arthur Carr Harry Llewellyn Henry Nicoll    | team        | Brons     | 67,00 strafpunten  |

### Roeien
| Olympiër | Discipline      | Resultaat | Prestatie                                                                                       |
| --- | --------------- | --------- | ----------------------------------------------------------------------------------------------- |
| Antony Rowe | skiff (m)       | 7e        | serie 2: 1ste in 7.30,5 halve finale 2: 3de in 8.22,8                                           |
| Dickie Burnell Richard Bushnell                                                                                                 | dubbel-twee (m) | Goud      | serie 1: 2de in 6.56,9 herkansingen: 1ste halve finale 1: 1ste in 7.55,7 finale: 1ste in 6.51,3 |
| Ran Laurie Jack Wilson | twee-zonder (m) | Goud      | serie 2: 1ste in 7.20,3 halve finale 3: 1ste in 8.05,9 finale: 1ste in 7.21,1                   |
| Mark Scott Howard James David Walker                                                                                            | twee-met (m)    | 8e        | serie 1: 2de in 8.06,8 herkansingen: 2de in 8.01,7                                              |
| Peter Kirkpatrick Hank Rushmere Tom Christie Tony Butcher                                                                       | vier-zonder (m) | 5e        | serie 3: 1ste in 6.37,0 halve finale 2: 2de in 7.16,3                                           |
| Anthony Purssell Robert Collins William Woodward William Leckie John Healey                                                     | vier-met (m)    | 12e       | serie 4: 2de in 7.01,9 herkansingen: 1ste in 6.58,4 kwartfinale 6: 2de in 7.36,6                |
| Christopher Barton Michael Lapage Guy Richardson Paul Bircher Paul Massey Brian Lloyd John Meyrick Alfred Mellows Jack Dearlove | acht (m)        | Zilver    | serie 1: 1ste in 6.05,3 halve finale 2: 1ste in 6.38,1 finale: 2de in 6.06,9                    |

### Schermen
| Olympiër                                                                                       | Discipline      | Resultaat | Prestatie |
| ---------------------------------------------------------------------------------------------- | --------------- | --------- | --- |
| Charles de Beaumont                                                                            | degen (m)       | 19e       | 1ste ronde groep 4: 3de met 5 overwinningen kwartfinale 2: 4de met 4 overwinningen                                                                           |
| Ronald Parfitt                                                                                 | degen (m)       | 10e       | 1ste ronde groep 5: 2de met 3 overwinningen kwartfinale 6: 2de met 4 overwinningen halve finale 2: 1ste met 6 overwinningen finale: 10de met 2 overwinningen |
| Bert Pelling                                                                                   | degen (m)       | 32e       | 1ste ronde groep 3: 1ste met 5 overwinningen kwartfinale 3: 5de met 2 overwinningen                                                                          |
| Charles de Beaumont Terry Beddard Ronald Parfitt Archibald Craig Michael McCready Bert Pelling | degen team (m)  | 10e       | 1ste ronde groep 5: 2de met 1 overwinning kwartfinale 2: 4de met 0 overwinningen                                                                             |
| Emrys Lloyd                                                                                    | floret (m)      | 4e        | 1ste ronde groep 3: 1ste met 5 overwinningen kwartfinale 4: 2de met 5 overwinningen halve finale 1: 4de met 4 overwinningen finale: 4de met 4 overwinningen  |
| René Paul                                                                                      | floret (m)      | 17e       | 1ste ronde groep 7: 1ste met 5 overwinningen kwartfinale 3: 5de met 3 overwinningen                                                                          |
| Arthur Smith                                                                                   | floret (m)      | 20e       | 1ste ronde groep 6: 4de met 4 overwinningen kwartfinale 2: 6de met 2 overwinningen                                                                           |
| René Paul Arthur Smith Harold Cooke Emrys Lloyd Pierre Turquet Luke Wendon                     | floret team (m) | 5e        | 1ste ronde groep 6: 2de met 1 overwinning kwartfinale 3: 2de met 1 overwinning halve finale 2: 3de met 0 overwinningen                                       |
| Robin Brook                                                                                    | sabel (m)       | 17e       | 1ste ronde groep 2: 3de met 3 overwinningen kwartfinale 4: 5de met 3 overwinningen                                                                           |
| Arthur Pilbrow                                                                                 | sabel (m)       | 34e       | 1ste ronde groep 1: 5de met 3 overwinningen |
| Roger Tredgold                                                                                 | sabel (m)       | 17e       | 1ste ronde groep 8: 1ste met 4 overwinningen kwartfinale 3: 5de met 3 overwinningen                                                                          |
| Arthur Pilbrow George Moore Emrys Lloyd Roger Tredgold Robin Brook                             | sabel team (m)  | 9e        | 1ste ronde groep 6: 1ste kwartfinale 2: 3de met 0 overwinningen                                                                                              |
|                                                                                                |                 |           | |
| Betty Arbuthnott                                                                               | floret (v)      | 31e       | 1ste ronde groep 5: 5de met 1 overwinning |
| Mary Glen-Haig                                                                                 | floret (v)      | 8e        | 1ste ronde groep 6: 2de met 5 overwinningen kwartfinale 2: 1ste met 5 overwinningen halve finale 1: 3de met 3 overwinningen finale: 8ste met 1 overwinning   |
| Gytte Minton                                                                                   | floret (v)      | 11e       | 1ste ronde groep 3: 4de met 1 overwinning kwartfinale 1: 3de met 3 overwinningen halve finale 2: 6de met 0 overwinningen                                     |

### Schietsport
| Olympiër         | Discipline                 | Resultaat | Prestatie                          |
| ---------------- | -------------------------- | --------- | ---------------------------------- |
| John Chandler    | 50m geweer liggend (m)     | 15e       | 593 punten: (98-100-99-99-98-99)   |
| Victor Gilbert   | 50m geweer liggend (m)     | 21e       | 591 punten: (100-99-99-98-97-98)   |
| George Jones     | 50m geweer liggend (m)     | 18e       | 592 punten: (97-100-98-100-100-97) |
| Bob Maslen-Jones | 300m geweer 3 posities (m) | 28e       | 949 punten: (367-308-274)          |
| John Knott       | 300m geweer 3 posities (m) | 26e       | 966 punten: (372-322-372)          |
| George Jones     | 300m geweer 3 posities (m) | 25e       | 981 punten: (362-323-396)          |
| John Gallie      | 50m pistool (m)            | 23e       | 517 punten: (86-89-89-83-90-80)    |
| Guy Granet       | 50m pistool (m)            | 21e       | 519 punten: (87-88-87-84-87-86)    |
| Peter Marchant   | 50m pistool (m)            | 43e       | 484 punten: (76-82-85-81-80-80)    |
| Henry Steele     | 25m snelvuurpistool (m)    | 27e       | 545 punten: (268-277)              |
| Henry Swire      | 25m snelvuurpistool (m)    | 39e       | 538 punten: (267-271)              |
| Charles Willott  | 25m snelvuurpistool (m)    | 12e       | 554 punten: (273-281)              |

### Schoonspringen
| Olympiër         | Discipline    | Resultaat | Prestatie                                                       |
| ---------------- | ------------- | --------- | --------------------------------------------------------------- |
| Peter Elliott    | 3m plank (m)  | 23e       | voorronde: 11de met 39,13 punten finale: 21ste met 91,23 punten |
| Peter Heatly     | 3m plank (m)  | 13e       | voorronde: 10de met 39,95 punten finale: 13de met 111,73 punten |
| Charles Johnson  | 3m plank (m)  | 18e       | voorronde: 18de met 36,78 punten finale: 18de met 105,32 punten |
| Peter Heatly     | 10m toren (m) | 5e        | voorronde: 4de met 45,13 punten finale: 5de met 105,29 punten   |
| Louis Marchant   | 10m toren (m) | 11e       | voorronde: 14de met 38,52 punten finale: 11de met 96,11 punten  |
| Gordon Ward      | 10m toren (m) | 18e       | voorronde: 23ste met 24,13 punten finale: 18de met 88,96 punten |
|                  |               |           |                                                                 |
| Edna Child       | 3m plank (v)  | 6e        | voorronde: 8ste met 40,75 punten finale: 6de met 91,63 punten   |
| Kay Cuthbert     | 3m plank (v)  | 14e       | voorronde: 15de met 32,51 punten finale: 14de met 72,40 punten  |
| Esme Harris      | 3m plank (v)  | 13e       | voorronde: 14de met 34,13 punten finale: 13de met 74,10 punten  |
| Lettice Bisbrown | 10m toren (v) | 10e       | 53,95 punten                                                    |
| Maire Hider      | 10m toren (v) | 12e       | 52,31 punten                                                    |
| Denise Newman    | 10m toren (v) | 11e       | 53,50 punten                                                    |

### Turnen
| Olympiër                                                                                         | Discipline               | Resultaat | Prestatie      |
| ------------------------------------------------------------------------------------------------ | ------------------------ | --------- | -------------- |
| Ken Buffin                                                                                       | individuele meerkamp (m) | 79e       | 188,65 punten  |
| Jack Flaherty                                                                                    | individuele meerkamp (m) | 98e       | 165,3 punten   |
| Glyn Hopkins                                                                                     | individuele meerkamp (m) | 111e      | 134,8 punten   |
| Percy May                                                                                        | individuele meerkamp (m) | 92e       | 171,45 punten  |
| Frank Turner                                                                                     | individuele meerkamp (m) | 67e       | 202,6 punten   |
| Ivor Vice                                                                                        | individuele meerkamp (m) | 112e      | 134,5 punten   |
| Alec Wales                                                                                       | individuele meerkamp (m) | 83e       | 180,8 punten   |
| George Weedon                                                                                    | individuele meerkamp (m) | 60e       | 205,6 punten   |
| Ken Buffin Jack Flaherty Glyn Hopkins Percy May Frank Turner Ivor Vice Alec Wales George Weedon  | meerkamp team (m)        | 12e       | 1114,40 punten |
|                                                                                                  |                          |           |                |
| Cissy Davies Joan Airey Pat Hirst Pat Evans Dorothy Hey Audrey Rennard Irene Hirst Dorothy Smith | meerkamp team (v)        | 9e        | 392,95 punten  |

### Voetbal
| Olympiër | Discipline | Resultaat | Prestatie |
| --- | ---------- | --------- | --- |
| Andy Aitken Bill Amor Alan Boyd Angus Carmichael Frank Donovan Eric Fright Bob Hardisty Thomas Hopper Denis Kelleher Peter Kippax Eric Lee Kevin McAlinden Douglas McBain Jimmy McColl Harry McIlvenny Gwyn Manning Jack Neale Jack Rawlings Ronnie Simpson | mannen     | 4e        | voorronde: vrij 1ste ronde: W van Nederland: 4-3 kwartfinale: W van Frankrijk: 1-0 halve finale: V van Joegoslavië: 1-3 bronzen finale: V van Denemarken: 3-5 |

### Waterpolo
| Olympiër                                                                                                  | Discipline | Resultaat | Prestatie                                            |
| --- | ---------- | --------- | ---------------------------------------------------- |
| Ian Johnson Reg Potter David Murray Peter Hardie Charles Brand Roy Garforth Forbes Gentleman Trevor Lewis | mannen     | 13e       | groep E: 3de V van Hongarije: 2-11 G van Egypte: 3-3 |

### Wielersport
| Olympiër                                             | Discipline               | Resultaat | Prestatie |
| Baan                                                 | Baan                     | Baan      | Baan |
| ---------------------------------------------------- | ------------------------ | --------- | --- |
| Reg Harris                                           | sprint (m)               | Zilver    | serie 4: W van IND Feroze: 2.17,0 2de ronde serie 8: W van CAN Lacourse: 1.31,7 kwartfinale: W van CHI Masanes: 2-0 halve finale: W van AUS Bazzano: 2-0 finale: V van ITA Ghella: 0-2 |
| Tommy Godwin                                         | tijdrit (m)              | Brons     | 1.15,0 |
| Reg Harris Alan Bannister                            | tandem (m)               | Zilver    | serie 4: W van AUT Thomson/Stiller: 5.37,9 kwartfinale: W van NED Buchly/van Gelder: 7.57,8 halve finale: W van FRA Faye/Dron: 6.06,4 finale: V van ITA Terruzzi/Perona: 1-2           |
| Alan Geldard Tommy Godwin David Ricketts Wilf Waters | ploegenachtervolging (m) | Zilver    | serie 1: W van Canada: 5.12,7 kwartfinale: W van Denemarken: 5.02,9 halve finale: V van Frankrijk: 4.54,4 bronzen finale: W van Uruguay: 4.55,8                                        |
| Weg                                                  |                          |           | |
| Ernie Clements                                       | wegwedstrijd (m)         | DNF       | niet gefinisht |
| Bob Maitland                                         | wegwedstrijd (m)         | 6e        | 5:18.16,2 |
| Ian Scott                                            | wegwedstrijd (m)         | 16e       | 5:26.57,2 |
| Gordon Thomas                                        | wegwedstrijd (m)         | 8e        | 5:18.18,2 |
| Ernie Clements Bob Maitland Ian Scott Gordon Thomas  | wegwedstrijd team (m)    | Zilver    | 16:03.31,6 |

### Worstelen
| Olympiër        | Discipline  | Resultaat   | Prestatie |
| Vrije stijl     | Vrije stijl | Vrije stijl | Vrije stijl |
| --------------- | ----------- | ----------- | --- |
| Harry Parker    | -52kg (m)   | 7e          | 1ste ronde: vrij 2de ronde: V van SWE Johansson 3de ronde: V van FRA Baudric                                                           |
| Ray Cazaux      | -57kg (m)   | 6e          | 1ste ronde: W van PHI Vicera: 3-0 2de ronde: V van USA Leeman 3de ronde: W van EGY Shehata                                             |
| Arnold Parsons  | -62kg (m)   | 8e          | 1ste ronde: W van IND Suryavanshi: 2-1 2de ronde: V van BEL Raeymaeckers: 0-3 3de ronde: W van ITA Gavelli 4de ronde: V van SUI Müller |
| Peter Luck      | -67kg (m)   | 14e         | 1ste ronde: V van CAN Plumb: 0-3 2de ronde: V van HUN Bakos: 0-3                                                                       |
| Don Irvine      | -73kg (m)   | 13e         | 1ste ronde: V van SWE Westergren: 1-2 2de ronde: V van HUN Peace                                                                       |
| Eddie Bowey     | -79kg (m)   | 10e         | 1ste ronde: W van MEX Assam: 3-0 2de ronde: V van FRA Brunaud: 0-3 3de ronde: V van TUR Candemir                                       |
| Johnny Sullivan | -87kg (m)   | 7e          | 1ste ronde: W van HUN Tarányi: 3-0 2de ronde: V van USA Wittenberg 3de ronde: V van RSA Morton                                         |
| Fred Oberlander | +87kg (m)   | 8e          | 1ste ronde: V van AUS Armstrong: 0-3 2de ronde: V van TCH Růžička: 1-2                                                                 |
| Grieks-Romeins  |             |             | |
| Walter McGuffie | -52kg (m)   | 11e         | 1ste ronde: V van EGY Abdel-El 2de ronde: V van NOR Clausen                                                                            |
| Ken Irvine      | -57kg (m)   | 8e          | 1ste ronde: V van GRE Biris 2de ronde: vrij 3de ronde: V van ARG Flamini                                                               |
| Jack Mortimer   | -62kg (m)   | 15e         | 1ste ronde: V van FRA Merle 2de ronde: V van HUN Tóth                                                                                  |
| Ray Myland      | -67kg (m)   | 13e         | 1ste ronde: V van SWE Freij 2de ronde: V van TUR Şenol                                                                                 |
| James Wilson    | -73kg (m)   | 14e         | 1ste ronde: V van AUT Schmidt 2de ronde: V van BEL Dobbelaere                                                                          |
| Stan Bissell    | -79kg (m)   | 10e         | 1ste ronde: V van AUT Vogel 2de ronde: V van BEL Benoy                                                                                 |
| Ken Richmond    | -87kg (m)   | 5e          | 1ste ronde: V van EGY Orabi 2de ronde: vrij 3de ronde: W van TUR Avcioğlu-Çakmak 4de ronde: V van SWE Nilsson                          |
| Len Pidduck     | +87kg (m)   | 8e          | 1ste ronde: V van SWE Nilsson 2de ronde: V van SUI Inderbitzin                                                                         |

### Zeilen
| Olympiër                                                                                     | Discipline        | Resultaat | Prestatie                         |
| -------------------------------------------------------------------------------------------- | ----------------- | --------- | --------------------------------- |
| Arthur McDonald                                                                              | 1-mans firefly    | 9e        | 3456 punten: (10-4-18-3-7-8-DNF)  |
| Durward Knowles Sloane Elmo Farrington                                                       | star klasse       | 4e        | 4372 punten: (2-2-6-4-2--DSQ-DNF) |
| Stewart Morris David Bond                                                                    | stormvogel klasse | Goud      | 5625 punten: (3-1-3-1-2-DSQ-4)    |
| William Eric H. Strain George H. Brown James P. Wallace                                      | stormvogel klasse | 4e        | 3943 punten: (7-7-1-7-1-9-4)      |
| James Howden Hume James Douglas Howden Hume Bonar G. Hardie Hamish G. Hardie Harry A. Hunter | 6m R-klasse       | 5e        | 2879 punten: (7-4-8-7-4-3-4)      |

### Zwemmen
| Olympiër                                                          | Discipline            | Resultaat | Prestatie                                                                   |
| ----------------------------------------------------------------- | --------------------- | --------- | --------------------------------------------------------------------------- |
| Trevor Harrop                                                     | 100m vrije slag (m)   | 27e       | series: 27ste in 1.02,3                                                     |
| Pat Kendall                                                       | 100m vrije slag (m)   | 26e       | series: 26ste in 1.02,1                                                     |
| Ronald Stedman                                                    | 100m vrije slag (m)   | 14e       | series: 16de in 1.01,3 halve finale: 14de in 1.01,0                         |
| Roy Botham                                                        | 400m vrije slag (m)   | 18e       | series: 18de in 5.03,4                                                      |
| Jack Hale                                                         | 400m vrije slag (m)   | 7e        | series: 5de in 4.53,3 halve finale: 7de in 4.51,4 finale: 7de in 4.55,9     |
| Tom Holt                                                          | 400m vrije slag (m)   | 31e       | series: 31ste in 5.20,7                                                     |
| Donald Bland                                                      | 1500m vrije slag (m)  | 18e       | series: 4de in 20.13,9 halve finale: 7de in 20.19,8 finale: 7de in 20.19,8  |
| Jack Hale                                                         | 1500m vrije slag (m)  | series    | series: 13de in 20.31,9                                                     |
| Jack Wardrop                                                      | 1500m vrije slag (m)  | 18e       | series: 18de in 20.43,0                                                     |
| John Brockaway                                                    | 100m rugslag (m)      | 7e        | serie 3: 1ste in 1.09,2 halve finale 1: 3de in 1.09,1 finale: 7de in 1.09,2 |
| Bert Kinnear                                                      | 100m rugslag (m)      | 8e        | serie 4: 2de in 1.09,7 halve finale 2: 2de in 1.09,2 finale: 8ste in 1.09,6 |
| Tony Summers                                                      | 100m rugslag (m)      | 19e       | serie 4: 4de in 1.11,2                                                      |
| Goldup Davies                                                     | 200m schoolslag (m)   | 22e       | series: 22ste in 2.56,6                                                     |
| Roy Romain                                                        | 200m schoolslag (m)   | 10e       | series: 10de in 2.49,4 halve finale: 10de in 2.49,6                         |
| John Service                                                      | 200m schoolslag (m)   | 25e       | series: 25ste in 3.00,4                                                     |
| Roy Botham Jack Hale Norman Wainwright John Holt                  | 4x200m vrije slag (m) | 9e        | serie 2: 5de in 9.26,6                                                      |
|                                                                   |                       |           |                                                                             |
| Patricia Nielsen                                                  | 100m vrije slag (v)   | 14e       | series: 16de in 1.09,4 halve finale: 14de in 1.09,6                         |
| Lillian Preece                                                    | 100m vrije slag (v)   | 11e       | series: 15de in 1.09,0 halve finale: 11de in 1.09,3                         |
| Margaret Wellington                                               | 100m vrije slag (v)   | 18e       | series: 18de in 1.09,8                                                      |
| Cathie Gibson                                                     | 400m vrije slag (v)   | Brons     | series: 1ste in 5.26,9 halve finale: 6de in 5.31,0 finale: 3de in 5.22,5    |
| Patricia Nielsen                                                  | 400m vrije slag (v)   | 12e       | series: 12de in 5.40,4 halve finale: 12de in 5.39,5                         |
| Margaret Wellington                                               | 400m vrije slag (v)   | 11e       | series: 11de in 5.40,0 halve finale: 11de in 5.38,2                         |
| Vera Ellery                                                       | 100m rugslag (v)      | 15e       | series: 15de in 1.20,9 halve finale: 15de in 1.20,8                         |
| Cathie Gibson                                                     | 100m rugslag (v)      | 9e        | series: 13de in 1.19,7 halve finale: 9de in 1.18,6                          |
| Helen Yate                                                        | 100m rugslag (v)      | 10e       | series: 6de in 1.18,3 halve finale: 10de in 1.18,7                          |
| Jean Caplin                                                       | 200m schoolslag (m)   | 13e       | serie 2: 5de in 3.17,0 halve finale 1: 6de in 3.14,4                        |
| Elizabeth Church                                                  | 200m schoolslag (m)   | 6e        | serie 1: 4de in 3.07,4 halve finale 2: 5de in 3.07,1 finale: 6de in 3.06,1  |
| Elenor Gordon                                                     | 200m schoolslag (m)   | 15e       | serie 3: 4de in 3.13,3 halve finale 2: 8ste in 3.15,8                       |
| Patricia Nielsen Margaret Wellington Lillian Preece Cathie Gibson | 4x100m vrije slag (v) | 4e        | serie 1: 3de in 4.36,1 finale: 4de in 4.34,7                                |

Afghanistan · Argentinië · Australië · België · Bermuda · Birma · Brazilië · Brits-Guiana · Canada · Ceylon · Chili · Colombia · Cuba · Denemarken · Egypte · Filipijnen · Finland · Frankrijk · Griekenland · Groot-Brittannië · Hongarije · Ierland · IJsland · India · Irak · Iran · Italië · Jamaica · Joegoslavië · Libanon · Liechtenstein · Luxemburg · Malta · Mexico · Monaco · Nederland · Nieuw-Zeeland · Noorwegen · Oostenrijk · Pakistan · Panama · Peru · Polen · Portugal · Puerto Rico · Republiek China · Singapore · Spanje · Syrië · Trinidad en Tobago · Tsjecho-Slowakije · Turkije · Uruguay · Venezuela · Verenigde Staten · Zuid-Afrika · Zuid-Korea · Zweden · Zwitserland